# Záviš, kníže pornofolku
Záviš, kníže pornofolku pod vlivem Griffithovy Intolerance a Tatiho Prázdnin pana Hulota aneb Vznik a zánik Československa (1918–1992) je český filmový dokument natočený v roce 2007 Karlem Vachkem. Písničkář Záviš společně s režisérem Karlem Vachkem dokumentují svět 21. století.